# 100 års barndom: 1990 - De begravede burhøns
100 års barndom: 1990 - De begravede burhøns er en dokumentarfilm fra 1997 instrueret af Marianne Kemp efter manuskript af Johannes Møllehave.

## Handling
Børnene er i fokus i denne beretning om et århundrede, der for første gang i historien kan skildres i levende billeder. En filmmosaik bestående af private og professionelle filmoptagelser. Århundredets sidste årti er i vores del af verden præget af velstand og fordragelighed. Familielivet er grundlagt på aftaler, og alle styrter rundt til diverse aktiviteter. Middagsmåltidet i familien er erstattet af fast food. Børnene er ikke længere på gaden - de er på institution. Børn er målbevidste individer, og de ved ofte nøjagtigt hvad de vil. Om barndommen i 90'erne er bedre end ved starten af århundredet ved vi ikke. Men vi ved at børn gennem de sidste 100 år er blevet langt mere synlige, og at de her, tæt på årtusindskiftet, endelig accepteres som selvstændige individer med krav på samme menneskerettigheder som voksne.